# Cestius terminaliae
Cestius terminaliae är en insektsart som beskrevs av Chandrasekhara A. Viraktamath 1978. Cestius terminaliae ingår i släktet Cestius och familjen dvärgstritar. Inga underarter finns listade i Catalogue of Life.